# Heerhugowaardse discomoord
De Heerhugowaardse discomoorden waren een reeks van schietpartijen die in de nacht van 23 februari 1997 plaatsvonden in en buiten de discotheek 'The Drome' in Heerhugowaard. Hierbij vonden de portier en een bezoeker van de discotheek de dood.
De broers M.T. en C.T. bezochten, samen met hun 20-jarige vriend E.O. de discotheek. Ze hadden er eerder op de avond al problemen veroorzaakt. Ze vertoonden macho-gedrag en waren vervelend. In de zaal was de portier bij hen geweest om ze te kalmeren. Na het gesprek gaf hij hen een hand.
Om 03.00, sluitingstijd, vielen de drie in de hal bij de garderobe een meisje lastig. Een van hen maakte opmerkingen naar het meisje. Haar vriend was daar niet van gediend. Er vielen woorden en er werd wat getrokken en geduwd. De portier kwam er bij, en ook de eigenaar van de discotheek. Iemand pakte C.T. bij zijn schouder. Die begon daarop meteen te schieten; zijn pistool was al doorgeladen.
Twee bezoekers raakten bij het schietincident zwaargewond. C.T. en zijn broer sloegen op de vlucht, achterna gezeten door personeelsleden van The Drome en een aantal bezoekers. C.T. verloor tijdens zijn vlucht het pistool. Het wapen werd opgeraapt door M.C. uit Hoorn, nadat hij in zijn hand was geraakt door een in het wilde weg schietende vriend van de twee broers.
Bij een schietpartij op straat, waarbij volgens getuigen tientallen schoten vielen, werd M.T. door een 28-jarige man uit Hoorn doodgeschoten en raakten vijf personen gewond.
Gewonden moesten in het Medisch Centrum Alkmaar worden bewaakt nadat er telefonisch bedreigingen bij de politie waren binnengekomen. Een dag na de schietpartijen werd er brand gesticht in de discotheek. Een rechercheteam van 23 personen behandelde de complexe zaak. Op 11 maart 1997 werden zeven personen op verschillende plaatsen in Noord-Holland aangehouden op verdenking van openlijke geweldpleging, nadat direct na de schietpartijen al twee personen waren gearresteerd. De 28-jarige man uit Hoorn bekende eind maart 1997 zijn aandeel in de zaak.
C.T. ontkende zijn betrokkenheid, maar werd door getuigen aangewezen als dader. Hij werd aanvankelijk door de rechtbank te Alkmaar vrijgesproken, maar door het Gerechtshof Amsterdam in hoger beroep veroordeeld tot 11 jaar gevangenisstraf.